# Euthalia lubentina
Euthalia lubentina ist ein in Asien vorkommender Schmetterling (Tagfalter) aus der Familie der Edelfalter (Nymphalidae).

## Merkmale
Die Flügelspannweite der Falter beträgt 60 bis 70 Millimeter. Die Art zeichnet sich durch einen deutlichen Sexualdimorphismus aus. Bei den Männchen ist der gesamte Bereich der Flügeloberseite grünlich irisierend, bei den Weibchen hingegen nahezu ohne Schiller. Beiden Geschlechtern gemeinsam ist die schwarzbraune Grundfarbe der Flügeloberseiten. Die Weibchen unterscheiden sich durch das breite weiße Band, das quer durch die Diskalregion der Vorderflügel verläuft. Rote Flecke am Vorderrand der Vorderflügel sowie im Saumbereich der Hinterflügel sind bei beiden Geschlechtern vorhanden, ebenso wie kleine weiße Flecke nahe am Apex der Vorderflügel. Für die Falter kennzeichnend ist die schokoladenbraune Farbe der Flügelunterseite, von der sich einige rote und weiße Flecke abheben.

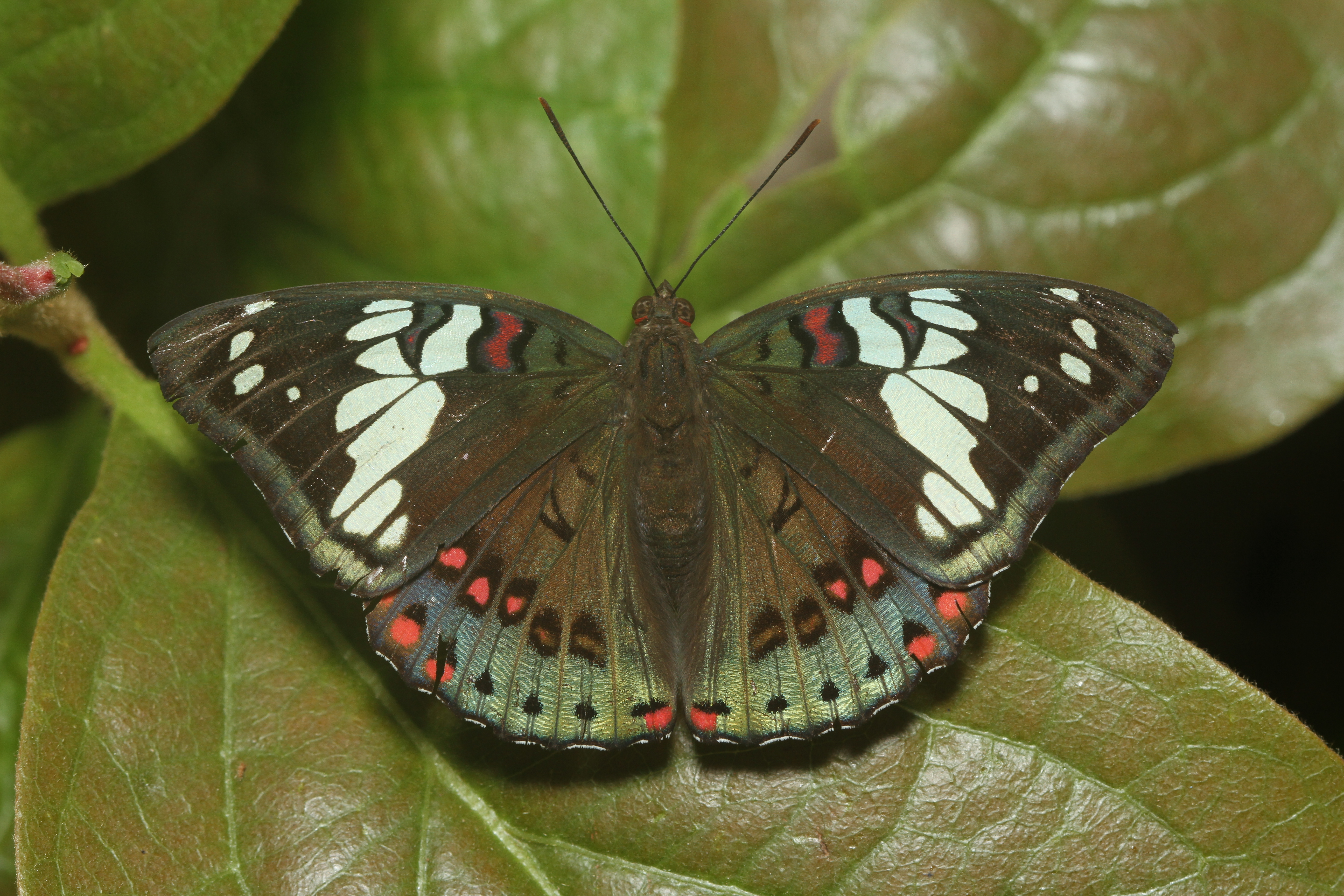
Weibchen

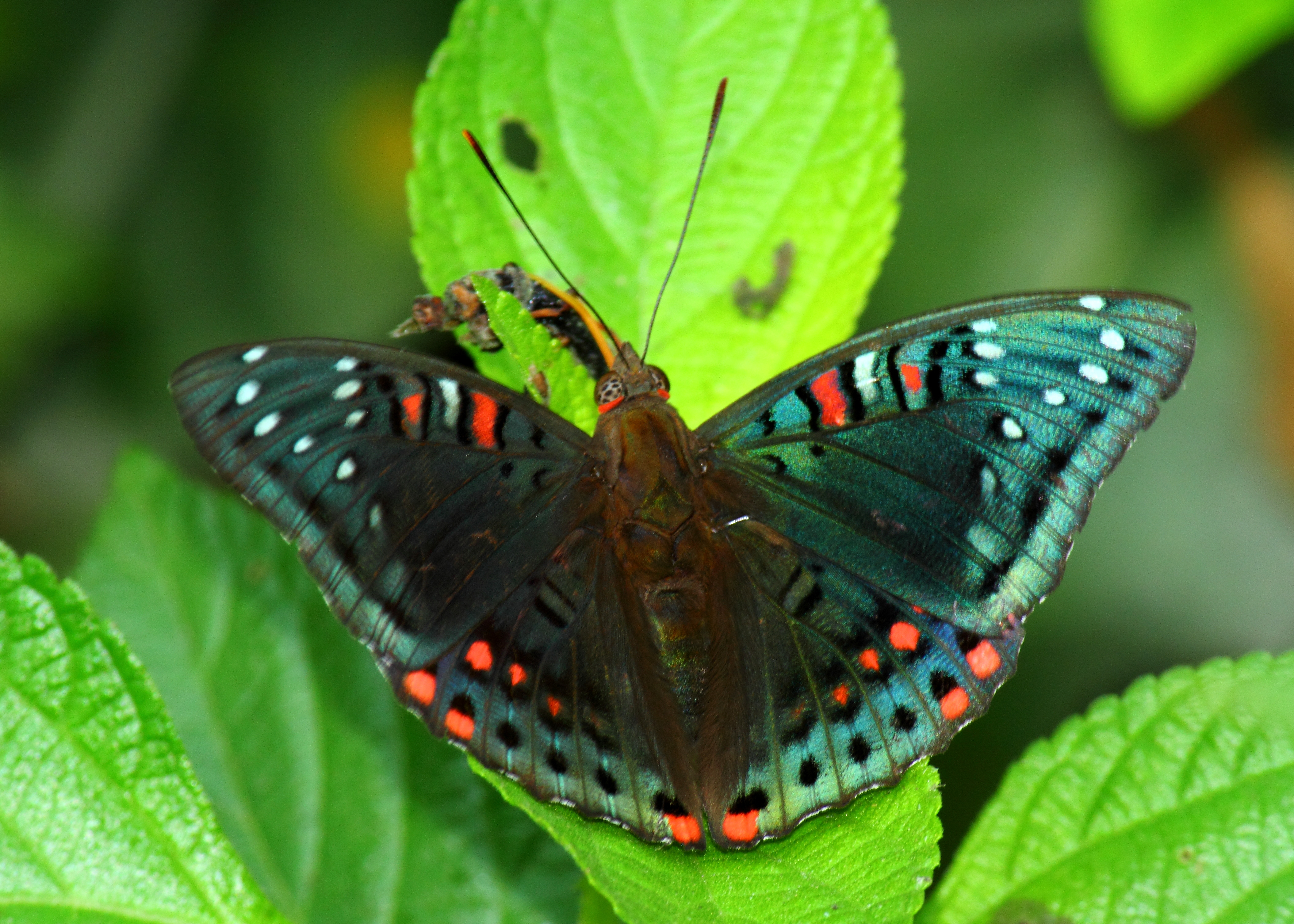
Männchen

## Präimaginalstadien
Das Ei hat eine dunkle rotbraune Farbe, eine halbkugelige Form und ist auf der Oberfläche seeigelartig mit Dornen besetzt, die an den Spitzen leicht verdickt sind.
Die Raupen sind grün gefärbt. Auf dem Rücken heben sich große rotbraune Flecke und sehr kleine weiße Punkte ab. Die gesamte Körperoberfläche ist mit hellen, langen, stark verzweigten und mit Brennhaaren versehenen Dornen überzogen.
Die Puppe hat die Form eines Drachenvierecks, ist grün gefärbt und zeigt an den Außenseiten  braun umrandete gelbe Flecke. Sie wird als Stürzpuppe mit einer Gespinstverankerung an Zweigen, Stämmen oder Blättern angeheftet.

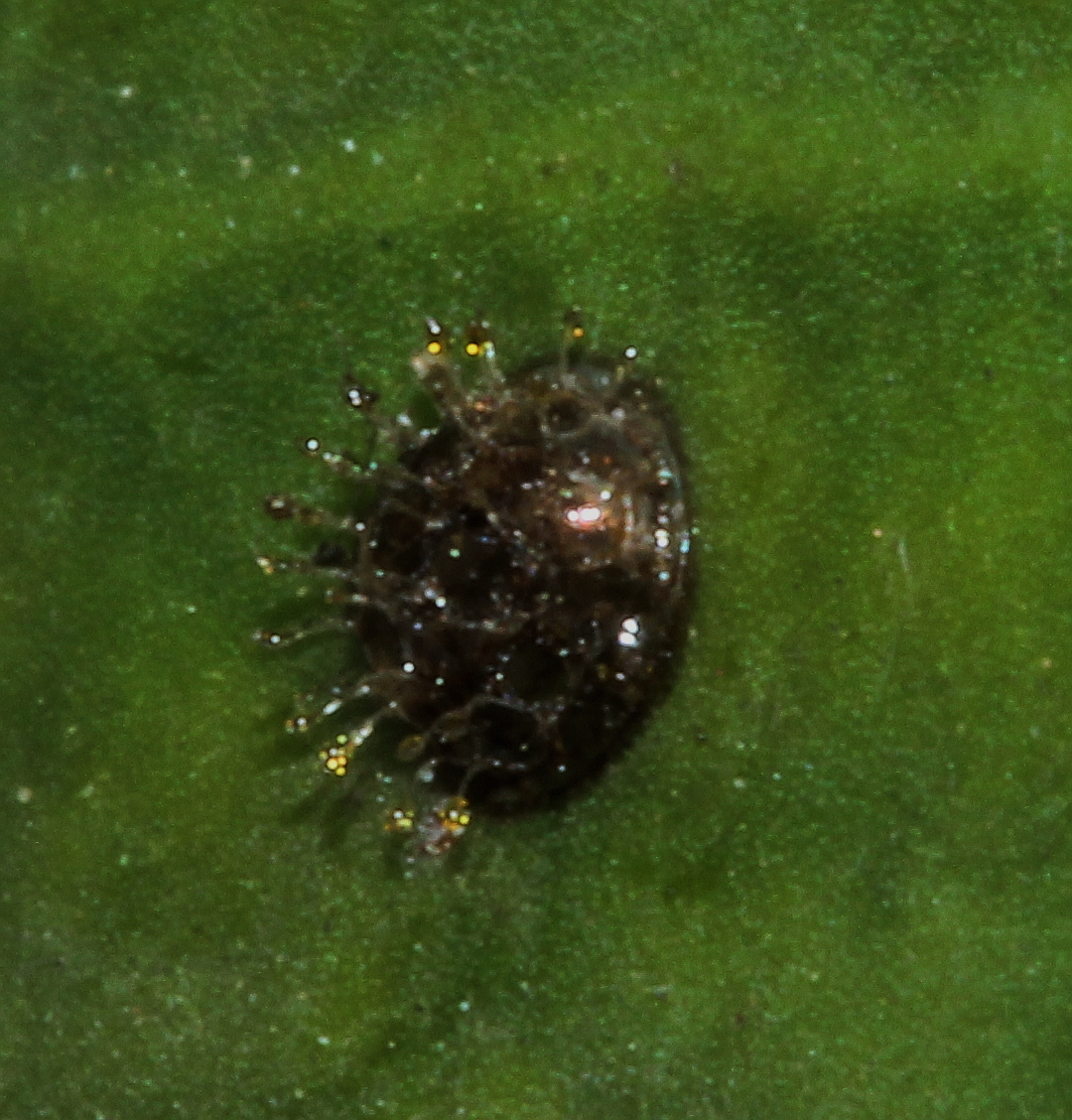
Ei
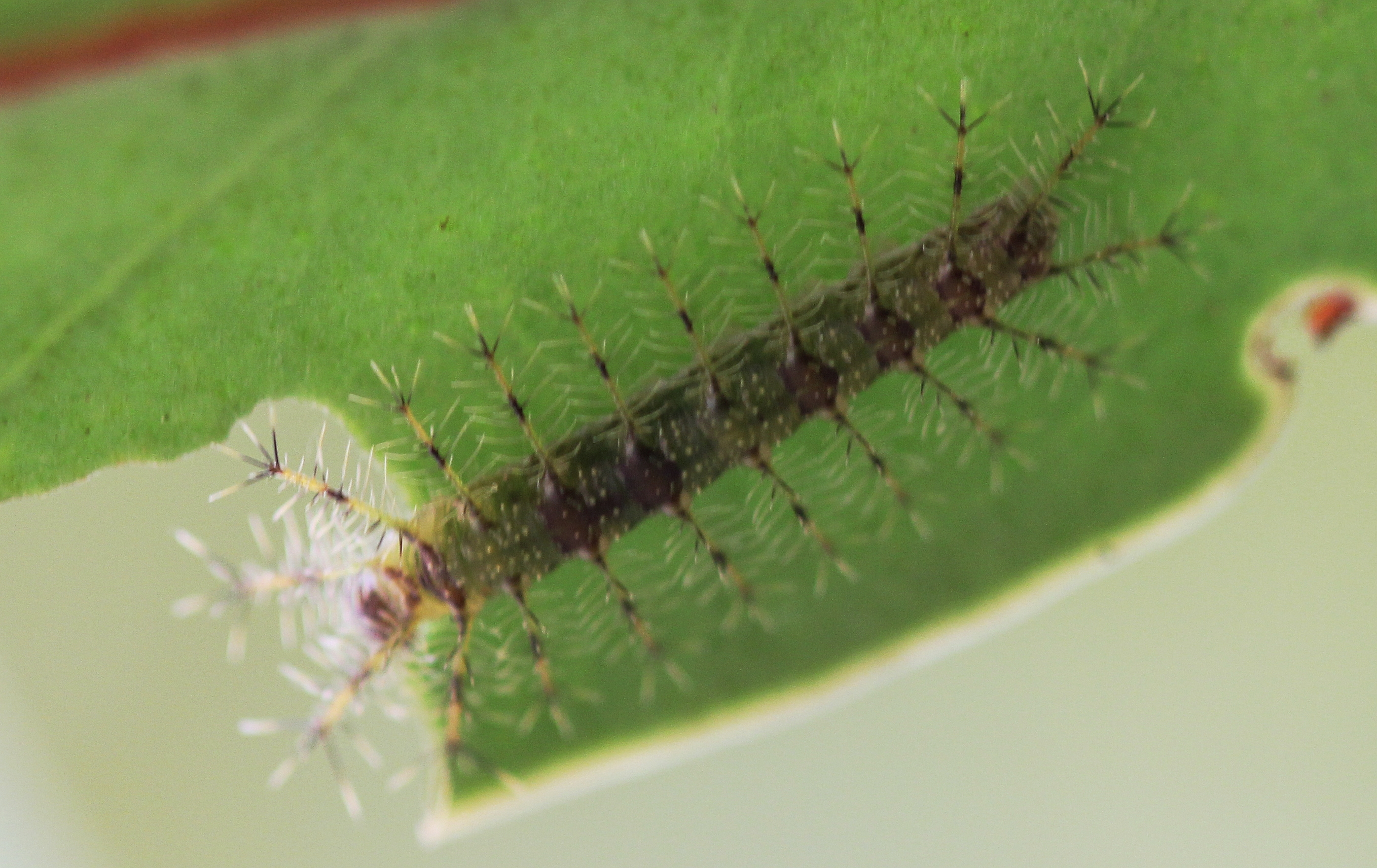
Jüngere Raupe
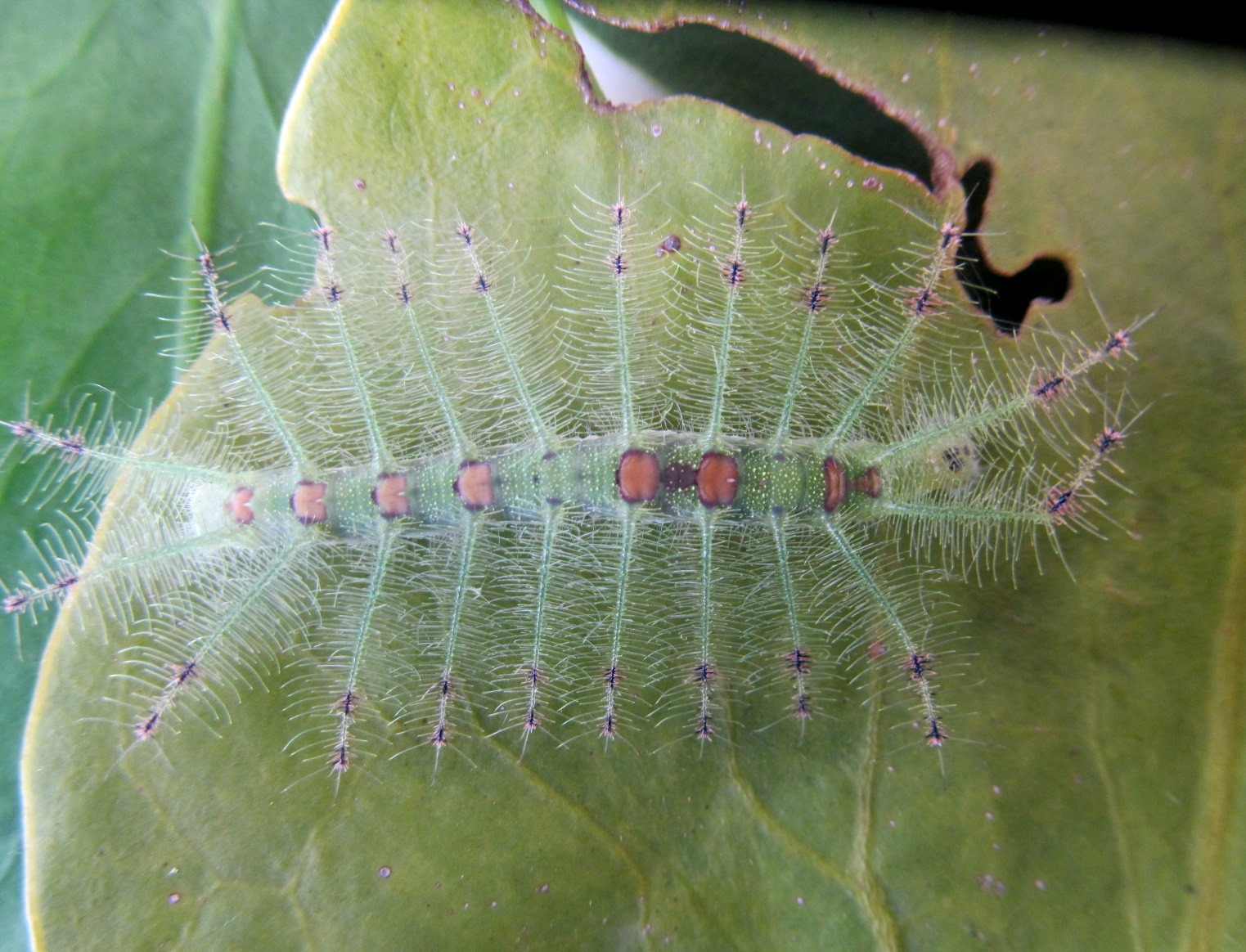
Ältere Raupe
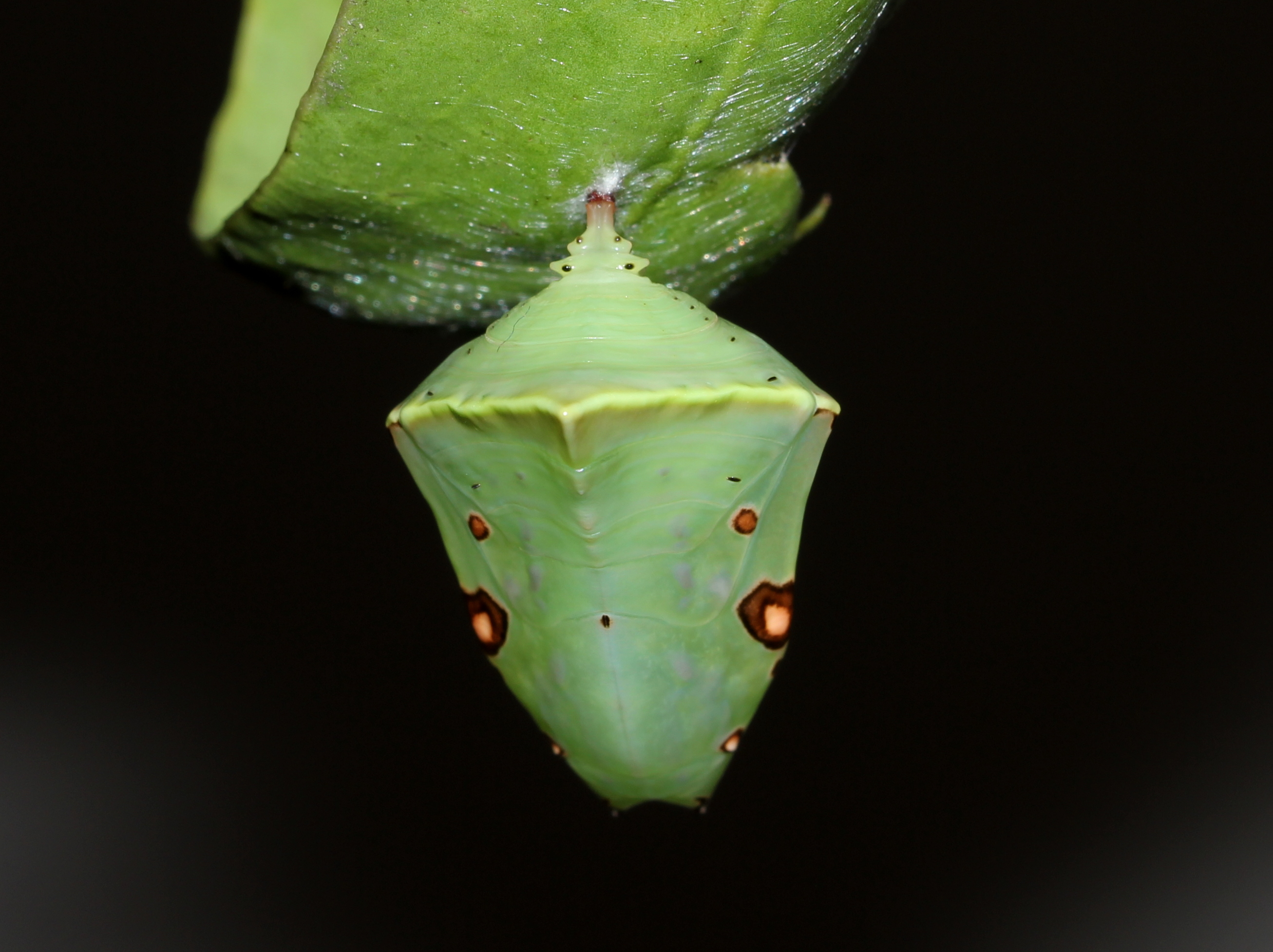
Puppe dorsal
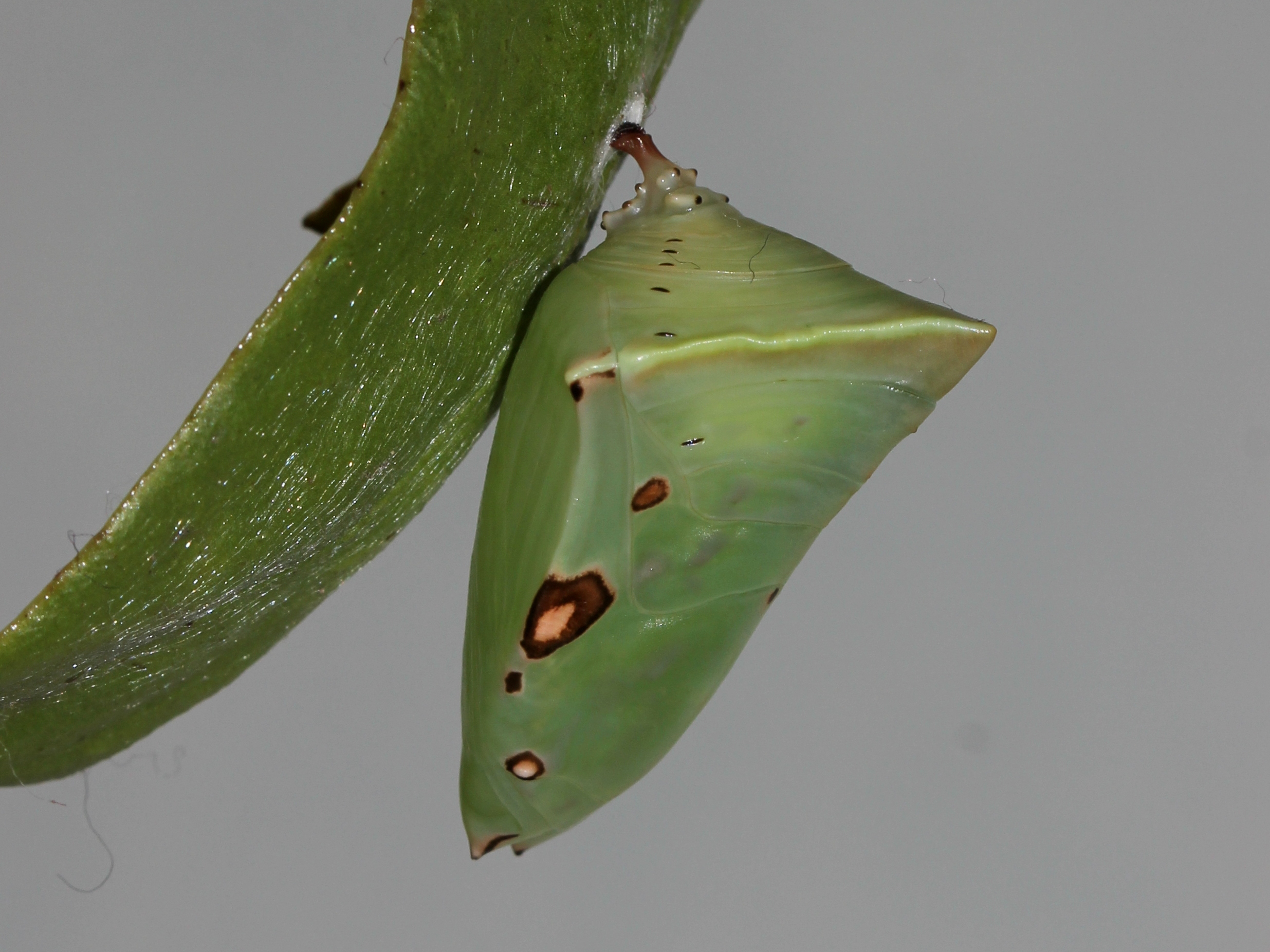
Puppe lateral

## Verbreitung, Unterarten und Lebensraum
Die Art kommt in Indien, Myanmar, Sri Lanka, Malaysia, Nepal, Singapur sowie im Süden Chinas und auf Borneo vor. In den einzelnen Vorkommensgebieten werden derzeit zehn Unterarten klassifiziert. Euthalia lubentina besiedelt in erster Linie tropische Laubwälder.

## Lebensweise
Die Falter saugen gelegentlich an feuchten Erdstellen, Früchten oder Exkrementen, um Flüssigkeit und Mineralstoffe aufzunehmen. Die Raupen ernähren sich von den Blättern von Riemenblumengewächse (Loranthaceae). Details zur Lebensweise der Art müssen noch erforscht werden.